# Vireó botxí verd
El vireó botxí verd (Vireolanius pulchellus) és un ocell de la família dels vireònids (Vireonidae).

## Hàbitat i distribució
Habita la selva pluvial i vegetació secundària. des del sud de Mèxic, cap al sud, al vessant del Carib fins Nicaragua, localment a la vessant del Pacífic del Salvador i en ambdues vessants de Costa Rica i Panamà.